# Баранников, Александр Евгеньевич
Алекса́ндр Евге́ньевич Бара́нников (20 сентября 1970) — эксперт в области социальных навыков (Soft Skills), консультант и коуч в сфере государственного управления, действительный государственный советник РФ 2 класса.
В прошлом: государственный чиновник и спортивный функционер, Депутат Государственной Думы 3-го созыва (1999—2003), член Комитета по законодательству, заместитель руководителя фракции «Союз Правых Сил» в Государственной Думе. Сопредседатель, член Президиума Центрального Совета Общероссийской общественной организации "Добровольное физкультурно-спортивное общество «СПОРТ ДЛЯ ВСЕХ».

### Биография
Родился 20 сентября 1970 года в семье военного
В 1988—1990 проходил службу в Вооруженных силах
С 1990 года работал в различных коммерческих структурах. В 1995—1997 годах участвовал в создании Радиостанции «Серебряный дождь 100,1 FM»
В 1998 года был одним из основателей Общероссийского движения «Поколение свободы». В 1999 году «Поколение Свободы» стало одним из движений, сформировавших избирательный блок «Единство».
В январе 2000 года избран в Государственную Думу 3 созыва
В апреле 2001 года перешёл из фракции «Единство» во фракцию «Союз правых сил», где избран на должность заместителя руководителя фракции, осуществлял координацию законопроектной деятельности фракции
С 2004 года по 2012 год — сотрудник Аппарата Правительства Российской Федерации, помощник Заместителя Председателя Правительства Российской Федерации Жукова А.Д, с 18.02.2009 — заместитель руководителя Секретариата Заместителя Председателя Правительства Российской Федерации А. Д. Жукова (2004—2012). Член Исполкома Олимпийского комитета России (2010—2014)
С 2012 года по 2014 год — генеральный директор учрежденной Олимпийским комитетом России Автономной некоммерческой организации «СПОРТ ВЫСШИХ ДОСТИЖЕНИЙ», осуществлявшей реализацию общенационального спортивного проекта «Команда России»
С 2014 года — Сопредседатель, член Президиума Центрального Совета Общероссийской общественной организации "Добровольное физкультурно-спортивное общество «СПОРТ ДЛЯ ВСЕХ»
С 2016 года — Партнер в BLD Coaching&Consulting, психолог-практик

### Образование
Московский институт экономики, политики и права, квалификация — юрист, специальность — менеджмент.
Московский государственный университет экономики, статистики и информатики, квалификация — экономист, специальность — финансы и кредит.
Российская академия народного хозяйства и государственной службы при Президенте Российской Федерации, квалификация — Специалист по государственному и муниципальному управлению — Master of Public Administration (MPA).
Московский государственный университет им. М. В. Ломоносова, квалификация — профессиональный коуч

### Дополнительная информация
- Состоял в резерв управленческих кадров, находящихся под патронажем Президента Российской Федерации
- Государственные награды — орден Почета, медаль «Защитнику свободной России», Почетная грамота Правительства Российской Федерации, благодарность Правительства Российской Федерации
- Общественная работа — член Исполкома Олимпийского комитета России, член Наблюдательного совета АНО «Российский международный олимпийский университет»[3], председатель Экспертного совета АНО «Оргкомитет Сочи 2014»
- Исполнял функции ответственного секретаря Организационного комитета по подготовке и проведению конкурса эстрадной песни «Евровидение-2009»
- Обеспечивал разработку и принятие в 2010 году «Стратегии развития Олимпийского комитета России до 2020 года»
- Являлся одним из инициаторов и разработчиков Федеральной программы развития массового спорта «СПОРТ ДЛЯ ВСЕХ»

### Законотворческая деятельность
- По мнению консервативных СМИ, будучи заместителем руководителя фракции «Союз Правых Сил» в Государственной Думе в 2003 году активно предлагал легализовать наркотические препараты, в частности запрещенный в РФ метадон, который рекламировал как легкую замену героина. По словам Баранникова, употребление метадона позволит наркоманам стать полноценными членами общества. Также предлагал разрешить гражданам свободно носить с собой 2-3 грамма героина и осуществлять торговлю ими. Впоследствии Союз Правых Сил признал это ошибкой.
- Участие в подготовке и последующем обеспечении принятия Государственной Думой в 2003 году внесенных Президентом Российской Федерации законопроектов, предусматривавших первый этап либерализации уголовно-исполнительной системы. Одной из новелл закона, которые впоследствии вызвали наиболее ожесточенные споры, стало введение нового порядка определения крупного и особо крупного размера наркотических средств или психотропных веществ обнаруженных у гражданина. В результате чего, впервые после принятия Уголовного кодекса Российской Федерации в 1996 году, удалось законодательно разделить ответственность рядовых потребителей наркотиков и реальных наркоторговцев, значительно при этом ужесточив наказание для последних[4].